# Senvion
Senvion SE (voorheen REpower Systems SE) was een Duits bedrijf actief op het gebied van windenergie, meer bepaald de verkoop en productie van windturbines. Het bedrijf vroeg op 8 april 2019 het faillissement aan. Er werkten bij Senvion maximaal 4.338 mensen. De statutaire zetel was gevestigd in Hamburg, maar het bedrijf was ingeschreven in Luxemburg. De laatste voorzitter was Yves Rannou, die Jurgen Geissinger opvolgde toen het bedrijf al in financiële moeilijkheden verkeerde.

## Geschiedenis
Repower werd in 2001 in Hamburg opgericht door de fusie van vier bedrijven:
- Jacobs Energie GmbH, opgericht in 1991 in Heide. In 1994 voltooide het bedrijf zijn eerste windturbine. In 1999 nam het bedrijf de windturbinedivisie van de Husum-scheepswerf over, een fabrikant die sinds het einde van de jaren tachtig van de vorige eeuw actief was;
- BWU (Brandenburgische Wind- und Umwelttechnologien GmbH), opgericht in 1996;
- Pro + pro Energiesysteme GmbH & Co KG, opgericht in 1997;
- REKG (Regenerative Energies Denker & Dr. med. Wulf KG), opgericht in 1995 in Sehestedt.

In het begin van de jaren 2000 bestond de aandeelhoudersbasis van Repower uit enkele referentieaandeelhouders, zoals de Portugese groep Martifer. In 2005 verwierf de nucleaire reus Areva 20% van de aandelen van het bedrijf. In 2007 werd een overnamebod gedaan om de Franse industrieel een meerderheid in de raad van bestuur te geven, maar de Indiase windturbineproducent Suzlon deed een hoger bod en nam het 25%-belang in Martifer over.
Eind 2007 nam Suzlon het roer over en in 2009 had het meer dan 95% van het kapitaal van Repower in handen. Als gevolg hiervan wordt het aandeel uit de Duitse ÖkoDAX-index verwijderd vanwege een gebrek aan voldoende free float. Op dit moment had het bedrijf de wind in de zeilen, met de opening van een fabriek in Bremerhaven voor het ontwerp en de productie van turbines voor de offshore-markt. Selvion stond toen in de voorhoede van fabrikanten met een 5 MW machine in hun catalogus.
In 2014 wijzigt de naam in Senvion. De Europese markt werd toen gekenmerkt door dalende subsidies niettegenstaande de ingebruikname van de 7.777e turbine liep de fabrikant nu technologisch voor op Siemens AG, Gamesa (die hun krachten hebben gebundeld in Siemens Gamesa), General Electric en Vestas. Suzlon is er niet in geslaagd om Senvion in een leidende positie te houden en verkoopt het bedrijf in 2015 voor een kwart van de prijs waarvoor het is overgenomen. Het aandeel wordt ook weer op de beurs geïntroduceerd.
Er wordt een internationaal herschikkingsplan uitgevoerd, maar het is te ambitieus en de productie houdt geen gelijke tred met de vraag. Vertragingen en boetes wegen op de liquiditeit en de resultaten van de onderneming, die zich in april 2019 insolvabel verklaart omdat ze geen akkoord heeft bereikt om haar schuld, die meer dan een miljard euro bedraagt, te herstructureren en geen bijkomende liquide middelen heeft vrijgemaakt. Ondanks een volledig orderboek wordt er geen bod gedaan op een globale overname en wordt de onderneming begin september 2019 in vereffening gesteld.
Op 21 oktober 2019 kondigde Siemens Gamesa de overname aan van de Europese serviceactiviteiten, intellectuele eigendom en een fabriek voor de productie van messen in Vagos, Portugal, met meer dan 2.000 werknemers van Senvion, voor een bedrag van 200 miljoen euro.

## Catalogus
Jacobs type 43/600Een 600 kW unit met wieken van 57 meter, gezamenlijk geproduceerd door Jacobs Energie en de BWU vanaf 1996.
Jacobs HSW 1000 (nu Repower 57/1000)Een van de eerste 1,05 MW-eenheden op de markt, geproduceerd door Jacobs Energie vanaf 1998 en later opgenomen in de Repower-catalogus.
BWU 48/600 en 48/750
Een turbine met wieken van 48 meter en verkrijgbaar in twee varianten van 600 kW en 750 kW, op de markt gebracht in 1999.
Repower MD70/77Een eenheid die 1,5 MW produceert. De MD77 is aangepast aan gebieden met minder wind en wordt in 2000 op de markt gebracht.
Senvion MM82 / MM92 / MM100Het MM-assortiment bestaat uit de modellen MM82, MM92 en MM100, respectievelijk uitgerust met wieken met een diameter van 82, 92 en 100 meter. Het nominale vermogen van deze machines is 2,05 MW voor de MM82 en MM92 en 2 MW voor de MM100.
Senvion 3.4M104 / 3.2M114 / 3.0M122Senvion 3.2M114 is een onshore windturbine met een rotor met een diameter van 114 meter. De 3.4M104 heeft een rotor met een diameter van 104 meter en produceert 3,4 MW bij een nominaal vermogen en de 3.0M122 heeft een rotor met een diameter van 122 meter en een nominaal vermogen van 3 MW.
Senvion 5M / 6MREpower's 5M-prototype in Brunsbüttel. De Senvion 5M is een windturbine in Brunsbüttel, die in 2004 is gebouwd door REpower Systems en sinds november 2004 elektriciteit levert aan het openbare net. Ten tijde van de ingebruikname was de 5M de krachtigste windturbine ter wereld.

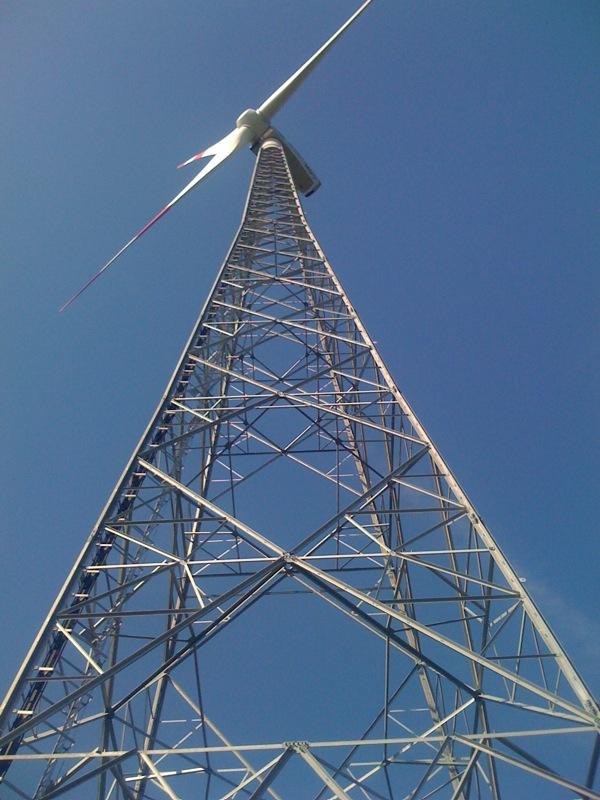
MD77
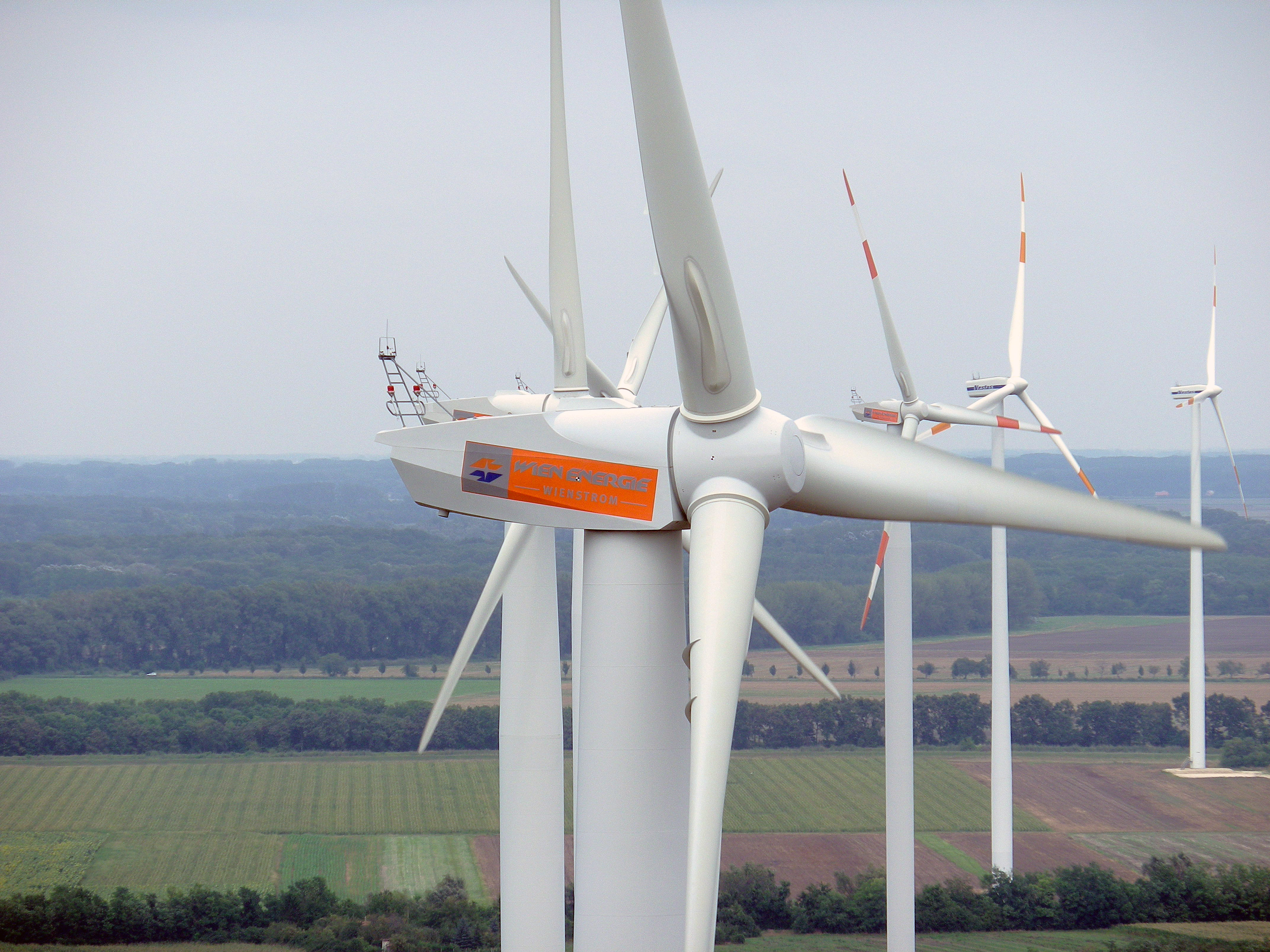
MM82
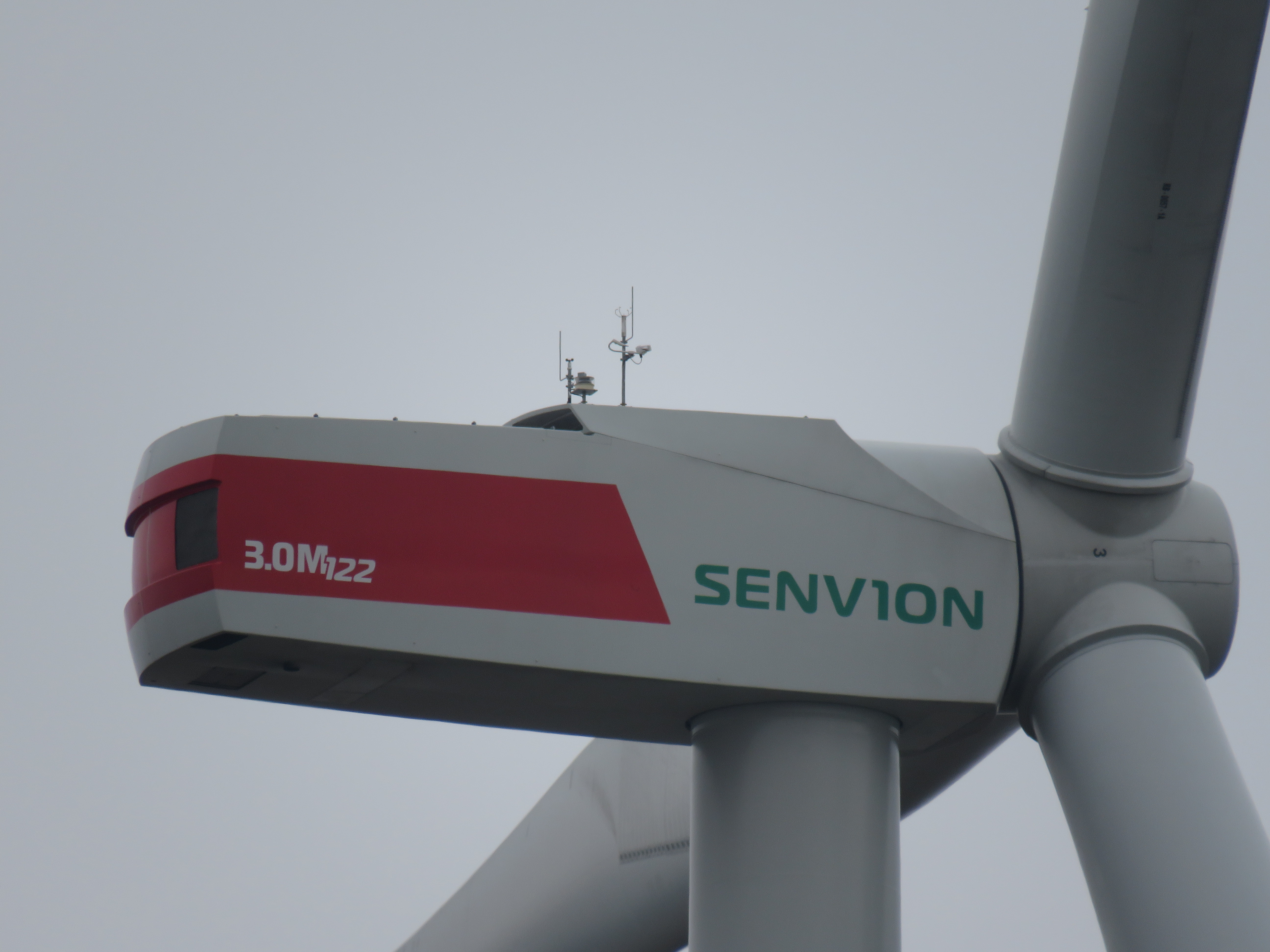
Gondel van de 3.0 M122
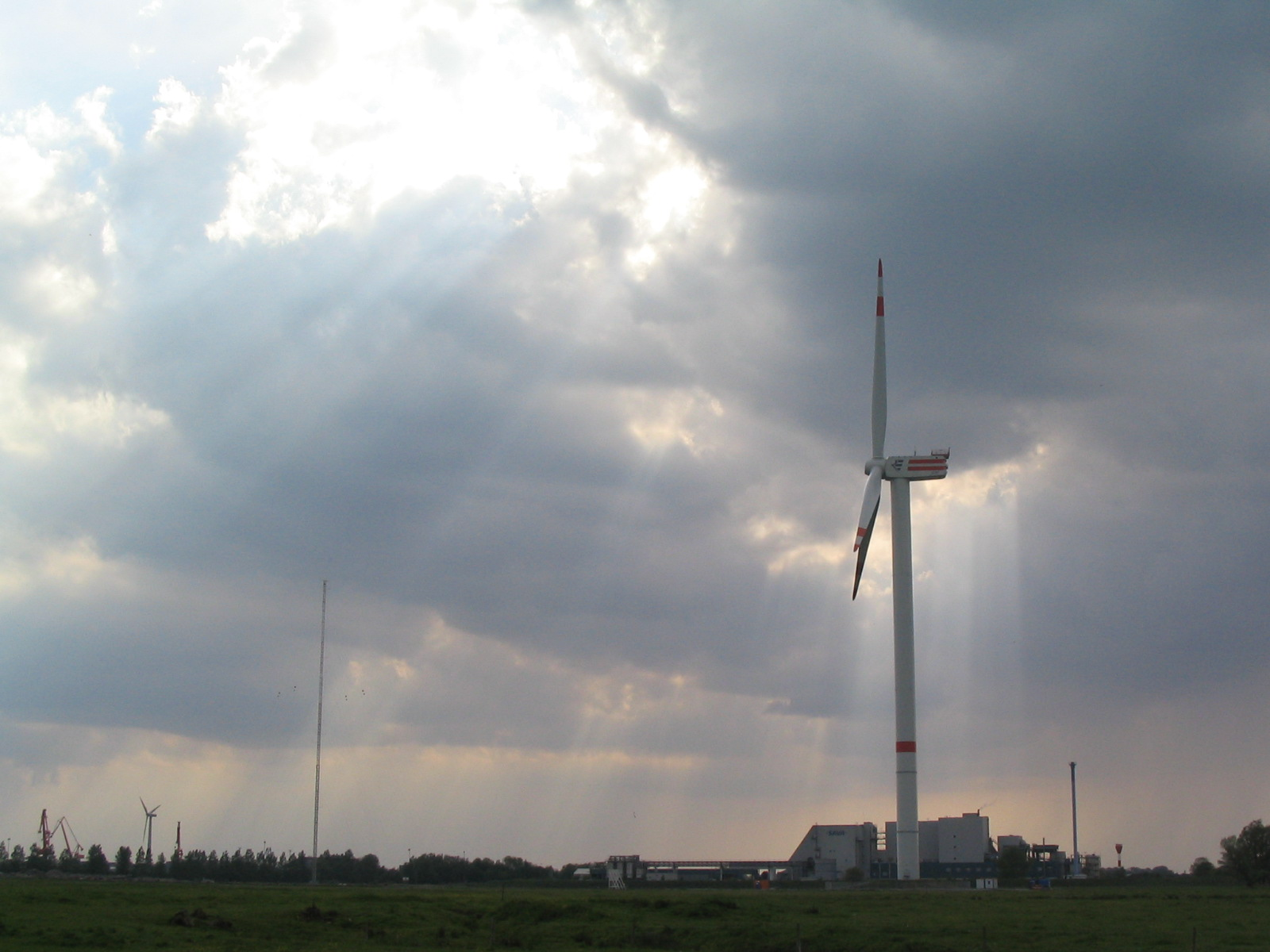
5M-prototype in Brunsbüttel
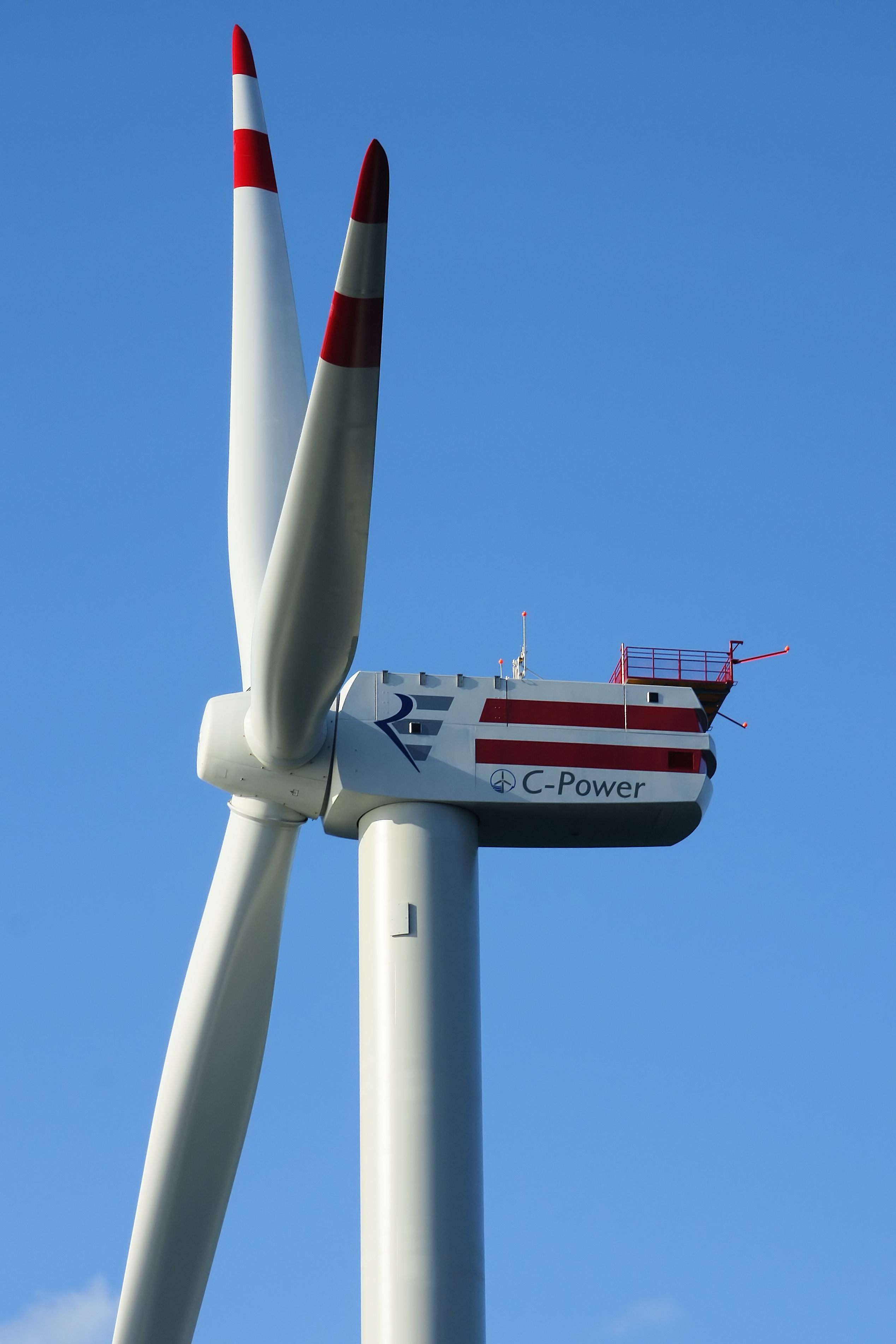
5MW-model voor de Belgische kust